# جوزيف نور رحمن
جوزيف نور رحمن (بالبنغالية: জোসেফ নূর রহমান)‏ هو لاعب كرة قدم بنغلاديشي في مركز الدفاع، ولد في 25 ديسمبر 1986 في أوبسالا في السويد. لعب مع نادي شيخ جمال دهانموندي.

## وصلات خارجية
- جوزيف نور رحمن على موقع قاعدة بيانات كرة القدم.إي يو (الإنجليزية)
- جوزيف نور رحمن على موقع Soccerway.com (الإنجليزية)
- جوزيف نور رحمن على موقع GSA (الإنجليزية)